# Jens Raben
Jens Peter Raben (* 14. März 1880 in Toftlund; † 18. Februar 1960 in Sonderburg) war ein dänischer Prähistoriker und Museumsdirektor.

## Leben
Jens Raben war ein Sohn des gleichnamigen Vaters (1847–1880) und dessen Ehefrau Mathilde, geborene Hoyer (1852–1896). Die Familie Raben ging zurück auf das alte mecklenburgische Geschlecht von Raben zu Stück aus Steinfeld. Drei Generationen lebten auf Stenderupgaard nahe Kolding. Einige Familienmitglieder dienten als Offiziere in Regimentern in Dänemark und Holstein.
Jens Raben lernte in Hadersleben den Beruf des Buchhändlers. Danach arbeitete er für den Verlag Martin aus Christiansfeld und für Verlage in Kopenhagen. Er reiste nach Spitzbergen, Italien und Nordafrika und zeichnete während dieser Zeit viel. 1908 erhielt er eine Stelle als Redaktionssekretär der Sonderburger Zeitung.
Raben war verheiratet mit Elisabeth Brigitte Margarethe Sissek (1885–1967), mit der er eine Tochter hatte.

## Wirken als Archäologe und im Museum

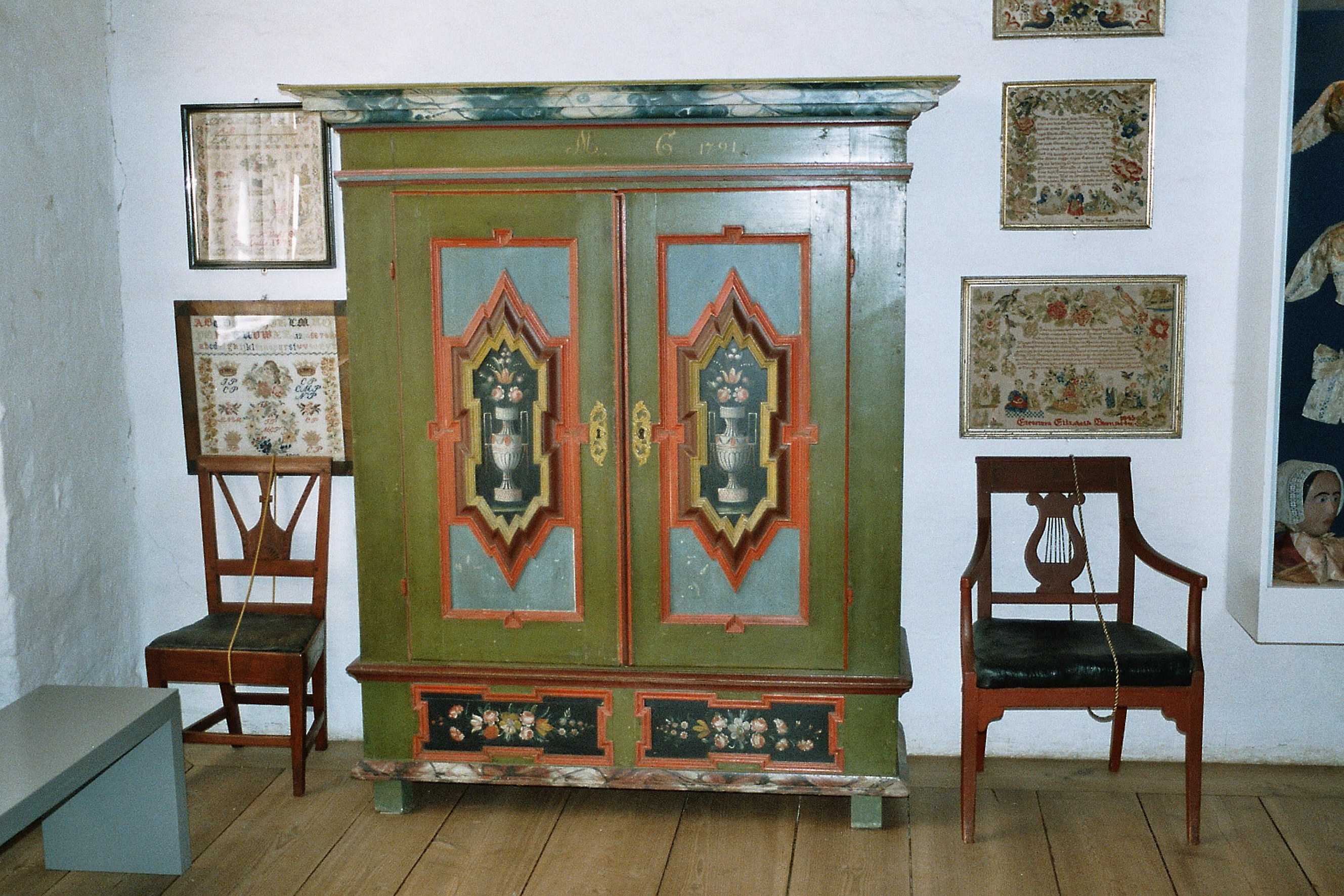
Museum in Sonderburg

Wie die Mutter väterlicherseits, Elisabeth Raben aus Tyrstrup, interessierte sich Raben für Geschichte. Die Professorin Johanna Mestorf regte ihn zu archäologischen Ausgrabungen auf Alsen an. Gemeinsam mit einem befreundeten Arzt schuf er über viele Jahre das Sonderburger Heimatmuseum, das sich heute im Schloss Sonderburg befindet. Es handelte sich um eines der größten Provinzmuseen Dänemarks. Hierfür erhielt er den Dannebrogorden. Außerdem engagierte er sich im Naturschutz.
Raben publizierte umfangreich und versah seine Abhandlungen mit Zeichnungen. Etliche seiner Schriften erschienen als Jahrbücher des Museums in Sonderburg.

## Publikationen (Auswahl)
- Sønderborg Slot: Kortfatted Historie med Beskrivelse af Kirken og d. fyrstl. Gravkapel. Sønderb. Avis Tr., Sønderborg 1920.
- Hrsg.: Folkesagn og gamle Fortaellinger fra Als og Sundeved. Dybbøl-Posten, Sønderborg
  - Bd. 1.  1923.
  - Bd. 2. 1927
- Vorgeschichtliche Denkmäler auf Alsen. In: Schleswig-Holsteinisches Jahrbuch (1920), S. 36–39.

- Die Kirche St. Marien in Sonderburg. Sonderburger Zeitung, Sonderburg 1924.
- Sønderborg Slot : kortfattet Historie med Beskrivelse af Kirken og det fyrstelige Gravkapel. 2. Auflage, Sønderborg 1924.
- zusammen mit O. Raeder: Fører gennem Sønderborg, Als og Sundeved, samt en kort Oversigt over Dybbøls Historie. Nønken, Sønderborg 1924.
- Havnbjerg Kirke og gamle Minder fra Havnbjerg og Oksbøl Sogne. Dybbøl-Posten Forlag, Sønderborg 1926.
- Nordborg igennem 800 Aars skiftende Historie. Eggert, Sønderburg 1929.
- Sønderborg Skipperlaug og et Brudstykke af Byens Søfartshistorie. Dybbøl-Posten Forlag, Sønderborg 1934 (Fra Als og Sundeved; 8).
- Broagerland. Hist. Samfund for Als og Sundeved, Sønderborg 1934 (Fra Als og Sundeved; 9).
- Sønderborg: gamle minder og smaatraek af byens historie
  - Bd. 1, 1935 (Fra Als og Sundeved; 10)
  - Bd. 2, 1942 (Fra Als og Sundeved; 18)

- Fra Notmark Sogn. Hist. Samfund for Als og Sundeved, Sønderborg 1936 (Fra Als og Sundeved; 11).
- Oldtisminder paa Als. Sønderborg, 1936 (Fra Als og Sundeved; 14)
- Museet paa Sønderborg Slot og et Uddrag af Slottets Historie. Hist. Samfund for Als og Sundeved, Sønderborg 1936 (Fra Als og Sundeved; 13).
- Fra Ulkebøl Sogn. Sønderborg, 1939 (Fra Als og Sundeved; 15).
- Fra Dybbøl sogn. Hist. Samfund for Als og Sundeved, Sønderborg 1940 (Fra Als og Sundeved; 16).
- Gamle Minder fra Havnbjerg Sogn. Hist. Samfund for Als og Sundeved, Sønderborg 1940 (Fra Als og Sundeved; 19).
- Sønderborg Bager- og Konditorlaug igennem 300 Aar : 1641 – 18. Marts – 1941. Nønken, Sønderborg 1941 (Fra Als og Sundeved; 17).
- Lysabild Kirke og Minder fra Sognet. Hist. Samfund for Als og Sundeved, Sønderborg 1943 (Fra Als og Sundeved; 21).
- Sønderborg Skyttelaug 1600-1880 og oprettelsen af Borgerforeningens Skyttelaug 1881. Hist. Samfund for Als og Sundeved, Sønderborg 1943 (Fra Als og Sundeved; 20).
- Hertug Hans den Yngre af Sønderborg : 1545 - 25. Marts 1945. Hist. Samfund for Als og Sundeved, Sønderborg 1945 (Fra Als og Sundeved; 22).
- Folkesagn og gamle Fortællinger fra Ketting Sogn. Hist. Samfund for Als og Sundeved, Sønderborg 1946 (Fra Als og Sundeved; 23).
- Minder fra det gamle Sønderborg. Hist. Samfund for Als og Sundeved, Sønderborg 1947 (Fra Als og Sundeved; 24).
- Folkeminder fra Nordborg og Oksbøl Sogne. Hist. Samfund for Als og Sundeved, Sønderborg 1948 (Fra Als og Sundeved; 25).
- Bomarker fra Als og Sundeved. Hist. Samfund for Als og Sundeved, Sønderborg 1949 (Fra Als og Sundeved; 27).
- "Du skønne Land" : vor Hjemstavn i billeder og tekst. Hist. Samfund for Als og Sundeved,
  - Bd. 1, Sønderborg 1950 (Fra Als og Sundeved; 29)
  - Bd. 2, Sønderborg 1951 (Fra Als og Sundeved; 30)
- Haandværkere i det gamle Sønderborg. Hist. Samfund for Als og Sundeved, Sønderborg 1953 (Fra Als og Sundeved; 31).
- Vore Oldtidsminder. Hist. Samfund for Als og Sundeved, Sønderborg 1953 (Fra Als og Sundeved; 32).
- Minder fra Nybøl Sogn. Hist. Samfund for Als og Sundeved, Sønderborg 1954 (Fra Als og Sundeved; 33).
- Sottrup Sogn. Hist. Samfund for Als og Sundeved, Sønderborg 1955 (Fra Als og Sundeved; 34).
- Minder fra Tandslet Sogn. Hist. Samfund for Als og Sundeved, Sønderborg 1956 (Fra Als og Sundeved; 35).
- St. Marie Kirken i Sønderborg. Hist. Samfund for Als og Sundeved, Sønderborg 1957 (Fra Als og Sundeved; 36).
- zusammen mit Christian Maibøll: Sønderborg købstad: bidrag til Sønderborg bys historie ; en materialesamling. Sønderborg 1957.
- Minder fra Asserballe Sogn. Hist. Samfund for Als og Sundeved,
  - Bd. 1, Sønderborg 1959 (Fra Als og Sundeved; 38).
  - Bd. 2, Sønderborg 1960 (Fra Als og Sundeved; 39).